# ANZAC Test
Pour les articles homonymes, voir ANZAC.
L'ANZAC Test est une rencontre annuelle de rugby à XIII créée en 1997 opposant les sélections d'Australie et de Nouvelle-Zélande qui se déroule près de la date de la Journée de l'ANZAC (ANZAC étant l'acronyme de « Australian and New Zealand Army Corps »). En vingt éditions, l'Australie s'est imposée à dix-huit reprises, seules les éditions 1998, 2015 et 2018 ayant été remportées par la Nouvelle-Zélande.

## Histoire
Depuis 1908, les sélections d'Australie et de Nouvelle-Zélande s'affrontent autour de Test-match. L'ANZAC Test est introduit lors de la création de la Super League australienne en 1997. Une controverse éclate au sujet de la nomination de cette rencontre car l'utilisation de l'appellation ANZAC (Australian and New Zealand Army Corps) est protégé par le droit en Australie. La Super League verse alors une grosse somme d'argent pour son utilisation entre 1997 et 1999. Lors de la reprise de cet évènement en 2004, le match s'intutilait la « Bundaberg Rum League Test » du nom du sponsor principal Bundaberg Rum puis en 2009 la « VB Test » en référence à la marque Victoria Bitter.

### 1997-1999: Les premières éditions
L'édition inaugural en 1997 se dispute à l'Allianz Stadium à Sydney devant 23 829 spectateurs. Cette rencontre est créée par les concepteurs de la Super League australienne c'est-à-dire News Corporation présidé par le magnat australien Rupert Murdoch. Seuls les joueurs de la Super League y sont présents, aucun de l'Australian Rugby League. L'édition est remportée par l'Australie où l'on retrouve Laurie Daley, Craig Gower, Wendell Sailor et Ryan Girdler face aux Néo-Zélandais Stephen Kearney, Stacey Jones et Daryl Halligan.
La seconde édition se joue à Auckland en Nouvelle-Zélande et voit l'unique victoire 22-16 de la sélection des Kiwis emmenée par Matthew Ridge, Kevin Iro et Sean Hoppe. Les éditions 1999 et 2000 se disputent à Sydney. L'Australie remporte les deux éditions, en 1999 sur le score 20-14 grâce à Mat Rogers, Sailor et Brad Fittler, en 2000 sur le score sans appel de 52-0. Cette édition 2000 met en sommeil cette rencontre pour trois années.

### 2004-: Reprise de l'ANZAC Test
L'ANZAC Test est relancé en 2004 où l'Australien Darren Lockyer emmène la sélection australienne pour une victoire 37-10. L'Australie ne perd alors aucun édition depuis 1998, toutefois le succès de ce match placé dans le calendrier avant le State of Origin ne se dément pas puisque les rencontres se jouent entre 2004 et 2014 devant 33 665 spectateurs en moyenne. Les joueurs s'étant illustrés à cette occasion sont Anthony Minichiello, Craig Fitzgibbon, Andrew Johns, Brent Webb, Sonny Bill Williams, Mark Gasnier, Johnathan Thurston ou Benji Marshall. L'ANZAC Test inaugure en 2010 l'AAMI Park de Melbourne.
L'édition 2011 qui devait se tenir à Christchurch est reprogrammée en Australie en raison du séisme du 22 février 2011, celle de 2013 à Canberra pour le centenaire de la capitale australienne. Enfin, bien que des matchs sont programmés en octobre en 2011 et 2012, ils ont la même importance.

## Palmarès
| Édition | Date            | Stade                 | Vainqueur            | Score | Finaliste        | Affluence     |
| ------- | --------------- | --------------------- | -------------------- | ----- | ---------------- | ------------- |
| 1re     | 25 avril 1997   | Allianz Stadum        | Australie (1)        | 34-22 | Nouvelle-Zélande | 23 829 spect. |
| 2e      | 24 avril 1998   | North Harbour Stadium | Nouvelle-Zélande (1) | 22-16 | Australie        | 25 000 spect. |
| 3e      | 23 avril 1999   | Stadium Australia     | Australie (2)        | 20-14 | Nouvelle-Zélande | 30 245 spect. |
| 4e      | 21 avril 2000   | Stadium Australia     | Australie (3)        | 52-0  | Nouvelle-Zélande | 26 023 spect. |
| 5e      | 23 avril 2004   | Newcastle Stadium     | Australie (4)        | 37-10 | Nouvelle-Zélande | 21 537 spect. |
| 6e      | 22 avril 2005   | Suncorp Stadium       | Australie (5)        | 32-16 | Nouvelle-Zélande | 40 317 spect. |
| 7e      | 5 mai 2006      | Suncorp Stadium       | Australie (6)        | 50-12 | Nouvelle-Zélande | 44 191 spect. |
| 8e      | 20 avril 2007   | Suncorp Stadium       | Australie (7)        | 30-6  | Nouvelle-Zélande | 50 241 spect. |
| 9e      | 9 mai 2008      | Sydney Cricket Ground | Australie (8)        | 28-12 | Nouvelle-Zélande | 34 571 spect. |
| 10e     | 8 mai 2009      | Suncorp Stadium       | Australie (9)        | 38-10 | Nouvelle-Zélande | 37 152 spect. |
| 11e     | 7 mai 2010      | AAMI Park             | Australie (10)       | 12-8  | Nouvelle-Zélande | 29 442 spect. |
| 12e     | 6 mai 2011      | Skilled Park          | Australie (11)       | 20-10 | Nouvelle-Zélande | 26 301 spect. |
| 13e     | 20 avril 2012   | Eden Park             | Australie (12)       | 20-12 | Nouvelle-Zélande | 35 329 spect. |
| 14e     | 19 avril 2013   | Canberra Stadium      | Australie (13)       | 32-12 | Nouvelle-Zélande | 25 628 spect. |
| 15e     | 2 mai 2014      | Allianz Stadium       | Australie (14)       | 30-18 | Nouvelle-Zélande | 25 429 spect. |
| 16e     | 3 mai 2015      | Lang Park             | Nouvelle-Zélande (2) | 26-12 | Australie        | 32 681 spect. |
| 17e     | 6 mai 2016      | Hunter Stadium        | Australie (15)       | 16-0  | Nouvelle-Zélande | 27 724 spect. |
| 18e     | 5 mai 2017      | Canberra Stadium      | Australie (16)       | 30-12 | Nouvelle-Zélande | 18 535 spect. |
| 19e     | 13 octobre 2018 | Mount Smart Stadium   | Nouvelle-Zélande (3) | 26-24 | Australie        | 12 763 spect. |
| 20e     | 25 octobre 2019 | WIN Stadium           | Australie (17)       | 26-4  | Nouvelle-Zélande | 18 104 spect. |